# Campionato asiatico per club 2016 (maschile)
Il campionato asiatico per club 2016 si è svolto dal 23 al 31 agosto 2016 a Naypyidaw, in Birmania: al torneo hanno partecipato quindici squadre di club asiatiche e oceaniane e la vittoria finale è andata per la prima volta al Sarmayeh Bank.

## Regolamento

### Formula
Le squadre hanno disputato una prima fase a gironi con formula del girone all'italiana; al termine della prima fase le prime due classificate del girone A e C hanno acceduto al girone E e le prime due classificate del girone B e D hanno acceduto al girone F, mentre l'ultima classificata del girone A e le ultime due classificate del girone C hanno acceduto al girone G e le ultime due classificate del girone B e D hanno acceduto al girone H. Le squadre hanno disputato una seconda fase a gironi con formula del girone all'italiana, conservando i risultati degli scontri diretti:
- Le partecipanti al girone E e F hanno acceduto alla fase finale per il primo posto, strutturata in quarti di finale, semifinali, finale per il terzo posto e finale.
- Le quattro eliminate ai quarti di finale della fase finale per il primo posto hanno acceduto alla fase finale per il quinto posto, strutturata in semifinali, finale per il settimo posto e finale per il quinto posto.
- Le prime due classificate del girone G e H hanno acceduto alla fase finale per il nono posto, strutturata in semifinali, finale per l'undicesimo posto e finale per il nono posto.
- L'ultima classificata del girone G e le ultime due classificata del girone H hanno acceduto alla fase finale per il tredicesimo posto, strutturata in semifinali e finale per il tredicesimo posto.

### Criteri di classifica
Se il risultato finale è stato di 3-0 o 3-1 sono stati assegnati 3 punti alla squadra vincente e 0 a quella sconfitta, se il risultato finale è stato di 3-2 sono stati assegnati 2 punti alla squadra vincente e 1 a quella sconfitta.
L'ordine del posizionamento in classifica è stato definito in base a:
- Numero di partite vinte;
- Punti;
- Ratio dei set vinti/persi;
- Ratio dei punti realizzati/subiti;
- Risultati degli scontri diretti.

## Squadre partecipanti
| - Al-Arabi - Gas Al-Janoob - Al-Jazira - Altay - Asia World - Hong Kong - Toyoda Trefuerza - Malaysia | - Nebitchi VC - Maseco TpHCM - DFRL Phitsanulok - Shanghai - Surabaya Samator - Taiwan Power - Sarmayeh Bank |

## Torneo

### Prima fase
| Girone A     | Girone B         | Girone C         | Girone D      |
| ------------ | ---------------- | ---------------- | ------------- |
| Asia World   | Gas Al-Janoob    | Al-Arabi         | Altay         |
| Maseco TpHCM | Toyoda Trefuerza | Al-Jazira        | Hong Kong     |
| Nebitchi VC  | Surabaya Samator | DFRL Phitsanulok | Malaysia      |
| -            | Taiwan Power     | Shanghai         | Sarmayeh Bank |

#### Girone A

##### Risultati
| 23 agosto 2016 Wunna Theikdi Sports Complex, Naypyidaw Durata: 1h:29 - Spettatori: 1 500 | Maseco TpHCM | 0 - 3 | Asia World   | 17-25, 20-25, 21-25 |
| 24 agosto 2016 Wunna Theikdi Sports Complex, Naypyidaw Durata: 0 - Spettatori: 0         | Nebitchi VC  | 0 - 3 | Maseco TpHCM | 0-25, 0-25, 0-25    |
| 25 agosto 2016 Wunna Theikdi Sports Complex, Naypyidaw Durata: 0 - Spettatori: 0         | Asia World   | 3 - 0 | Nebitchi VC  | 25-0, 25-0, 25-0    |

##### Classifica
| Pos | Squadra      | Pt | G | V | P | SV | SP | Ratio | PF  | PS  | Ratio |
| --- | ------------ | -- | - | - | - | -- | -- | ----- | --- | --- | ----- |
| 1   | Asia World   | 6  | 2 | 2 | 0 | 6  | 0  | MAX   | 150 | 58  | 2.586 |
| 2   | Maseco TpHCM | 3  | 2 | 1 | 1 | 3  | 3  | 1.000 | 133 | 75  | 1.773 |
| 3   | Nebitchi VC  | 0  | 2 | 0 | 2 | 0  | 6  | 0.000 | 0   | 150 | 0.000 |

#### Girone B

##### Risultati
| 23 agosto 2016 Wunna Theikdi Sports Complex, Naypyidaw Durata: 1h:40 - Spettatori: 200 | Surabaya Samator | 1 - 3 | Taiwan Power     | 11-25, 25-23, 15-25, 21-25        |
| 23 agosto 2016 Wunna Theikdi Sports Complex, Naypyidaw Durata: 2h:25 - Spettatori: 200 | Toyoda Trefuerza | 3 - 2 | Gas Al-Janoob    | 25-14, 23-25, 25-13, 27-29, 15-13 |
| 24 agosto 2016 Wunna Theikdi Sports Complex, Naypyidaw Durata: 1h:24 - Spettatori: 100 | Taiwan Power     | 3 - 0 | Gas Al-Janoob    | 25-18, 25-22, 25-22               |
| 24 agosto 2016 Wunna Theikdi Sports Complex, Naypyidaw Durata: 1h:23 - Spettatori: 300 | Surabaya Samator | 0 - 3 | Toyoda Trefuerza | 25-27, 23-25, 19-25               |
| 25 agosto 2016 Wunna Theikdi Sports Complex, Naypyidaw Durata: 2h:15 - Spettatori: 500 | Toyoda Trefuerza | 2 - 3 | Taiwan Power     | 22-25, 23-25, 25-23, 25-21, 11-15 |
| 25 agosto 2016 Wunna Theikdi Sports Complex, Naypyidaw Durata: 1h:47 - Spettatori: 100 | Gas Al-Janoob    | 1 - 3 | Surabaya Samator | 23-25, 20-25, 25-19, 17-25        |

##### Classifica
| Pos | Squadra          | Pt | G | V | P | SV | SP | Ratio | PF  | PS  | Ratio |
| --- | ---------------- | -- | - | - | - | -- | -- | ----- | --- | --- | ----- |
| 1   | Taiwan Power     | 8  | 3 | 3 | 0 | 9  | 3  | 3.000 | 282 | 240 | 1.175 |
| 2   | Toyoda Trefuerza | 6  | 3 | 2 | 1 | 8  | 5  | 1.600 | 298 | 270 | 1.104 |
| 3   | Gas Al-Janoob    | 3  | 3 | 1 | 2 | 4  | 7  | 0.571 | 233 | 260 | 0.896 |
| 4   | Surabaya Samator | 1  | 3 | 0 | 3 | 3  | 9  | 0.333 | 241 | 284 | 0.849 |

#### Girone C

##### Risultati
| 23 agosto 2016 Wunna Theikdi Sports Complex, Naypyidaw Durata: 1h:04 - Spettatori: 400 | Al-Arabi         | 3 - 0 | DFRL Phitsanulok | 25-10, 25-10, 25-12        |
| 23 agosto 2016 Wunna Theikdi Sports Complex, Naypyidaw Durata: 1h:15 - Spettatori: 100 | Al-Jazira        | 0 - 3 | Shanghai         | 17-25, 19-25, 16-25        |
| 24 agosto 2016 Wunna Theikdi Sports Complex, Naypyidaw Durata: 1h:13 - Spettatori: 250 | Shanghai         | 3 - 0 | DFRL Phitsanulok | 25-20, 25-14, 25-18        |
| 24 agosto 2016 Wunna Theikdi Sports Complex, Naypyidaw Durata: 1h:23 - Spettatori: 300 | Al-Jazira        | 0 - 3 | Al-Arabi         | 17-25, 18-25, 15-25        |
| 25 agosto 2016 Wunna Theikdi Sports Complex, Naypyidaw Durata: 1h:18 - Spettatori: 500 | DFRL Phitsanulok | 3 - 0 | Al-Jazira        | 25-19, 25-22, 25-13        |
| 25 agosto 2016 Wunna Theikdi Sports Complex, Naypyidaw Durata: 1h:47 - Spettatori: 200 | Al-Arabi         | 3 - 1 | Shanghai         | 19-25, 25-21, 25-14, 25-21 |

##### Classifica
| Pos | Squadra          | Pt | G | V | P | SV | SP | Ratio | PF  | PS  | Ratio |
| --- | ---------------- | -- | - | - | - | -- | -- | ----- | --- | --- | ----- |
| 1   | Al-Arabi         | 9  | 3 | 3 | 0 | 9  | 1  | 9.000 | 244 | 163 | 1.497 |
| 2   | Shanghai         | 6  | 3 | 2 | 1 | 7  | 3  | 2.333 | 231 | 198 | 1.167 |
| 3   | DFRL Phitsanulok | 3  | 3 | 1 | 2 | 3  | 6  | 0.500 | 159 | 204 | 0.779 |
| 4   | Al-Jazira        | 0  | 3 | 0 | 3 | 0  | 9  | 0.000 | 156 | 225 | 0.693 |

#### Girone D

##### Risultati
| 23 agosto 2016 Wunna Theikdi Sports Complex, Naypyidaw Durata: 1h:49 - Spettatori: 100 | Malaysia      | 3 - 1 | Hong Kong     | 25-15, 19-25, 25-17, 25-17 |
| 23 agosto 2016 Wunna Theikdi Sports Complex, Naypyidaw Durata: 1h:48 - Spettatori: 100 | Sarmayeh Bank | 3 - 1 | Altay         | 25-18, 20-25, 25-20, 25-22 |
| 24 agosto 2016 Wunna Theikdi Sports Complex, Naypyidaw Durata: 1h:13 - Spettatori: 100 | Hong Kong     | 0 - 3 | Altay         | 15-25, 12-25, 14-25        |
| 24 agosto 2016 Wunna Theikdi Sports Complex, Naypyidaw Durata: 1h:13 - Spettatori: 200 | Malaysia      | 0 - 3 | Sarmayeh Bank | 22-25, 18-25, 10-25        |
| 25 agosto 2016 Wunna Theikdi Sports Complex, Naypyidaw Durata: 1h:05 - Spettatori: 100 | Sarmayeh Bank | 3 - 0 | Hong Kong     | 25-6, 25-19, 25-11         |
| 25 agosto 2016 Wunna Theikdi Sports Complex, Naypyidaw Durata: 1h:08 - Spettatori: 100 | Altay         | 3 - 0 | Malaysia      | 25-12, 25-12, 25-13        |

##### Classifica
| Pos | Squadra       | Pt | G | V | P | SV | SP | Ratio | PF  | PS  | Ratio |
| --- | ------------- | -- | - | - | - | -- | -- | ----- | --- | --- | ----- |
| 1   | Sarmayeh Bank | 9  | 3 | 3 | 0 | 9  | 1  | 9.000 | 245 | 171 | 1.433 |
| 2   | Altay         | 6  | 3 | 2 | 1 | 7  | 3  | 2.333 | 235 | 173 | 1.358 |
| 3   | Malaysia      | 3  | 3 | 1 | 2 | 3  | 7  | 0.429 | 181 | 224 | 0.808 |
| 4   | Hong Kong     | 0  | 3 | 0 | 3 | 1  | 9  | 0.111 | 151 | 244 | 0.619 |

### Seconda fase
| Girone E     | Girone F         | Girone G         | Girone H         |
| ------------ | ---------------- | ---------------- | ---------------- |
| Al-Arabi     | Altay            | Al-Jazira        | Gas Al-Janoob    |
| Asia World   | Toyoda Trefuerza | Nebitchi VC      | Hong Kong        |
| Maseco TpHCM | Taiwan Power     | DFRL Phitsanulok | Malaysia         |
| Shanghai     | Sarmayeh Bank    | -                | Surabaya Samator |

#### Girone E

##### Risultati
| 27 agosto 2016 Wunna Theikdi Sports Complex, Naypyidaw Durata: 1h:48 - Spettatori: 3 000 | Asia World   | 1 - 3 | Shanghai     | 19-25, 24-26, 25-22, 14-25 |
| 27 agosto 2016 Wunna Theikdi Sports Complex, Naypyidaw Durata: 1h:08 - Spettatori: 100   | Al-Arabi     | 3 - 0 | Maseco TpHCM | 25-22, 25-20, 25-19        |
| 28 agosto 2016 Wunna Theikdi Sports Complex, Naypyidaw Durata: 1h:12 - Spettatori: 200   | Maseco TpHCM | 0 - 3 | Shanghai     | 20-25, 18-25, 19-25        |
| 28 agosto 2016 Wunna Theikdi Sports Complex, Naypyidaw Durata: 1h:10 - Spettatori: 1 000 | Asia World   | 0 - 3 | Al-Arabi     | 17-25, 19-25, 21-25        |

##### Classifica
| Pos | Squadra      | Pt | G | V | P | SV | SP | Ratio | PF  | PS  | Ratio |
| --- | ------------ | -- | - | - | - | -- | -- | ----- | --- | --- | ----- |
| 1   | Al-Arabi     | 9  | 3 | 3 | 0 | 9  | 1  | 9.000 | 244 | 199 | 1.226 |
| 2   | Shanghai     | 6  | 3 | 2 | 1 | 7  | 4  | 1.750 | 254 | 233 | 1.090 |
| 3   | Asia World   | 3  | 3 | 1 | 2 | 4  | 6  | 0.667 | 214 | 231 | 0.926 |
| 4   | Maseco TpHCM | 0  | 3 | 0 | 3 | 0  | 9  | 0.000 | 176 | 225 | 0.782 |

#### Girone F

##### Risultati
| 27 agosto 2016 Wunna Theikdi Sports Complex, Naypyidaw Durata: 1h:14 - Spettatori: 500 | Taiwan Power     | 0 - 3 | Altay            | 21-25, 17-25, 18-25        |
| 27 agosto 2016 Wunna Theikdi Sports Complex, Naypyidaw Durata: 1h:59 - Spettatori: 500 | Sarmayeh Bank    | 3 - 1 | Toyoda Trefuerza | 28-26, 25-18, 23-25, 25-13 |
| 28 agosto 2016 Wunna Theikdi Sports Complex, Naypyidaw Durata: 1h:21 - Spettatori: 300 | Toyoda Trefuerza | 3 - 0 | Altay            | 25-20, 25-18, 25-20        |
| 28 agosto 2016 Wunna Theikdi Sports Complex, Naypyidaw Durata: 1h:24 - Spettatori: 500 | Taiwan Power     | 0 - 3 | Sarmayeh Bank    | 21-25, 24-26, 20-25        |

##### Classifica
| Pos | Squadra          | Pt | G | V | P | SV | SP | Ratio | PF  | PS  | Ratio |
| --- | ---------------- | -- | - | - | - | -- | -- | ----- | --- | --- | ----- |
| 1   | Sarmayeh Bank    | 9  | 3 | 3 | 0 | 9  | 2  | 4.500 | 272 | 232 | 1.172 |
| 2   | Toyoda Trefuerza | 4  | 3 | 1 | 2 | 6  | 6  | 1.000 | 263 | 268 | 0.981 |
| 3   | Altay            | 3  | 3 | 1 | 2 | 4  | 6  | 0.667 | 218 | 226 | 0.965 |
| 4   | Taiwan Power     | 2  | 3 | 1 | 2 | 3  | 8  | 0.375 | 230 | 257 | 0.895 |

#### Girone G

##### Risultati
| 27 agosto 2016 Wunna Theikdi Sports Complex, Naypyidaw Durata: 0 - Spettatori: 0 | Nebitchi VC | 0 - 3 | Al-Jazira        | 0-25, 0-25, 0-25 |
| 28 agosto 2016 Wunna Theikdi Sports Complex, Naypyidaw Durata: 0 - Spettatori: 0 | Nebitchi VC | 0 - 3 | DFRL Phitsanulok | 0-25, 0-25, 0-25 |

##### Classifica
| Pos | Squadra          | Pt | G | V | P | SV | SP | Ratio | PF  | PS  | Ratio |
| --- | ---------------- | -- | - | - | - | -- | -- | ----- | --- | --- | ----- |
| 1   | DFRL Phitsanulok | 6  | 3 | 2 | 0 | 6  | 0  | MAX   | 150 | 54  | 2.778 |
| 2   | Al-Jazira        | 3  | 3 | 1 | 1 | 3  | 3  | 1.000 | 129 | 75  | 1.720 |
| 3   | Nebitchi VC      | 0  | 3 | 0 | 2 | 0  | 6  | 0.000 | 0   | 150 | 0.000 |

#### Girone H

##### Risultati
| 27 agosto 2016 Wunna Theikdi Sports Complex, Naypyidaw Durata: 1h:12 - Spettatori: 100 | Surabaya Samator | 3 - 0 | Hong Kong     | 25-14, 25-20, 25-13        |
| 27 agosto 2016 Wunna Theikdi Sports Complex, Naypyidaw Durata: 2h:05 - Spettatori: 100 | Malaysia         | 1 - 3 | Gas Al-Janoob | 32-30, 18-25, 16-25, 24-26 |
| 28 agosto 2016 Wunna Theikdi Sports Complex, Naypyidaw Durata: 1h:12 - Spettatori: 100 | Gas Al-Janoob    | 3 - 0 | Hong Kong     | 25-21, 25-18, 25-14        |
| 28 agosto 2016 Wunna Theikdi Sports Complex, Naypyidaw Durata: 1h:53 - Spettatori: 100 | Surabaya Samator | 3 - 1 | Malaysia      | 25-23, 25-17, 30-32, 25-16 |

##### Classifica
| Pos | Squadra          | Pt | G | V | P | SV | SP | Ratio | PF  | PS  | Ratio |
| --- | ---------------- | -- | - | - | - | -- | -- | ----- | --- | --- | ----- |
| 1   | Surabaya Samator | 9  | 3 | 3 | 0 | 9  | 2  | 4.500 | 274 | 220 | 1.245 |
| 2   | Gas Al-Janoob    | 6  | 3 | 2 | 1 | 7  | 4  | 1.750 | 266 | 237 | 1.122 |
| 3   | Malaysia         | 3  | 3 | 1 | 2 | 5  | 7  | 0.714 | 272 | 285 | 0.954 |
| 4   | Hong Kong        | 0  | 3 | 0 | 3 | 1  | 9  | 0.111 | 174 | 244 | 0.713 |

### Fase finale

#### Finali 1º e 3º posto
|  | Quarti           | Quarti           |               |                  | Semifinali         | Semifinali         |  |  | Finale 1º/2º posto | Finale 1º/2º posto |
|  |                  |                  |               |                  |                    |                    |  |  |                    |                    |
|  |                  |                  |               |                  |                    |                    |  |  |                    |                    |
|  |                  |                  |               |                  |                    |                    |  |  |                    |                    |
|  | Sarmayeh Bank    | 3                |               |                  |                    |                    |  |  |                    |                    |
|  | Sarmayeh Bank    | 3                |               |                  |                    |                    |  |  |                    |                    |
|  | Maseco TpHCM     | 0                |               |                  |                    |                    |  |  |                    |                    |
|  | Maseco TpHCM     | 0                | Sarmayeh Bank | 3                |                    |                    |  |  |                    |                    |
|  |                  |                  | Sarmayeh Bank | 3                |                    |                    |  |  |                    |                    |
|  |                  | Shanghai         | 0             |                  |                    |                    |  |  |                    |                    |
|  | Shanghai         | Shanghai         | 0             | 3                |                    |                    |  |  |                    |                    |
|  | Shanghai         |                  |               | 3                |                    |                    |  |  |                    |                    |
|  | Altay            | 1                |               |                  |                    |                    |  |  |                    |                    |
|  | Altay            | 1                | Sarmayeh Bank | 3                |                    |                    |  |  |                    |                    |
|  |                  |                  | Sarmayeh Bank | 3                |                    |                    |  |  |                    |                    |
|  |                  | Al-Arabi         | 1             |                  |                    |                    |  |  |                    |                    |
|  | Al-Arabi         | Al-Arabi         | 1             | 3                |                    |                    |  |  |                    |                    |
|  | Al-Arabi         |                  |               | 3                |                    |                    |  |  |                    |                    |
|  | Taiwan Power     | 1                |               |                  |                    |                    |  |  |                    |                    |
|  | Taiwan Power     | 1                | Al-Arabi      | 3                | Finale 3º/4º posto | Finale 3º/4º posto |  |  |                    |                    |
|  |                  |                  | Al-Arabi      | 3                | Finale 3º/4º posto | Finale 3º/4º posto |  |  |                    |                    |
|  |                  | Toyoda Trefuerza | 2             |                  |                    |                    |  |  |                    |                    |
|  | Toyoda Trefuerza | Toyoda Trefuerza | 2             | 3                | Shanghai           | 2                  |  |  |                    |                    |
|  | Toyoda Trefuerza |                  |               | 3                | Shanghai           | 2                  |  |  |                    |                    |
|  | Asia World       | 0                |               | Toyoda Trefuerza | 3                  |                    |  |  |                    |                    |
|  | Asia World       | 0                |               |                  | 3                  |                    |  |  |                    |                    |
|  |                  |                  |               |                  |                    |                    |  |  |                    |                    |
|  |                  |                  |               |                  |                    |                    |  |  |                    |                    |

##### Quarti di finale
| 29 agosto 2016 Wunna Theikdi Sports Complex, Naypyidaw Durata: 1h:35 - Spettatori: 300   | Al-Arabi         | 3 - 1 | Taiwan Power | 25-18, 19-25, 25-12, 25-18 |
| 29 agosto 2016 Wunna Theikdi Sports Complex, Naypyidaw Durata: 1h:09 - Spettatori: 400   | Sarmayeh Bank    | 3 - 0 | Maseco TpHCM | 25-18, 25-16, 25-18        |
| 29 agosto 2016 Wunna Theikdi Sports Complex, Naypyidaw Durata: 1h:39 - Spettatori: 300   | Shanghai         | 3 - 1 | Altay        | 29-27, 23-25, 36-34, 25-23 |
| 29 agosto 2016 Wunna Theikdi Sports Complex, Naypyidaw Durata: 1h:11 - Spettatori: 1 000 | Toyoda Trefuerza | 3 - 1 | Asia World   | 25-12, 25-19, 25-17        |

##### Semifinali
| 30 agosto 2016 Wunna Theikdi Sports Complex, Naypyidaw Durata: 1h:25 - Spettatori: 200 | Sarmayeh Bank | 3 - 0 | Shanghai         | 28-26, 25-16, 25-21              |
| 30 agosto 2016 Wunna Theikdi Sports Complex, Naypyidaw Durata: 2h:16 - Spettatori: 200 | Al-Arabi      | 3 - 2 | Toyoda Trefuerza | 25-19, 19-25, 23-25, 28-26, 15-9 |

##### Finale 3º posto
| 31 agosto 2016 Wunna Theikdi Sports Complex, Naypyidaw Durata: 2h:10 - Spettatori: 550 | Shanghai | 2 - 3 | Toyoda Trefuerza | 21-25, 25-23, 19-25, 25-17, 13-15 |

##### Finale
| 31 agosto 2016 Wunna Theikdi Sports Complex, Naypyidaw Durata: 1h:52 - Spettatori: 1 500 | Sarmayeh Bank | 3 - 1 | Al-Arabi | 24-26, 25-18, 25-16, 25-19 |

#### Finali 5º e 7º posto
|  | Semifinali   | Semifinali   | Semifinali   |              |       | Finale 5º/6º posto | Finale 5º/6º posto | Finale 5º/6º posto |  |
|  |              |              |              |              |       |                    |                    |                    |  |
|  | Maseco TpHCM | Maseco TpHCM | 2            |              |       |                    |                    |                    |  |
|  | Maseco TpHCM | Maseco TpHCM | 2            |              |       |                    |                    |                    |  |
|  | Altay        | Altay        | 3            |              |       |                    |                    |                    |  |
|  | Altay        | Altay        | 3            |              | Altay | Altay              | 3                  |                    |  |
|  |              |              |              |              | Altay | Altay              | 3                  |                    |  |
|  |              |              | Taiwan Power | Taiwan Power | 1     |                    |                    |                    |  |
|  | Taiwan Power | Taiwan Power | Taiwan Power | Taiwan Power | 1     | 3                  |                    |                    |  |
|  | Taiwan Power | Taiwan Power |              |              |       | 3                  |                    |                    |  |
|  | Asia World   | Asia World   | 0            |              |       | Finale 7º/8º posto | Finale 7º/8º posto | Finale 7º/8º posto |  |
|  | Asia World   | Asia World   | 0            |              |       |                    |                    |                    |  |
|  |              |              |              |              |       |                    |                    |                    |  |
|  |              |              |              |              |       | Maseco TpHCM       | Maseco TpHCM       | 3                  |  |
|  |              |              |              |              |       | Maseco TpHCM       | Maseco TpHCM       | 3                  |  |
|  |              |              |              |              |       | Asia World         | Asia World         | 1                  |  |

##### Semifinali
| 30 agosto 2016 Wunna Theikdi Sports Complex, Naypyidaw Durata: 2h:19 - Spettatori: 600 | Maseco TpHCM | 2 - 3 | Altay      | 33-31, 21-25, 21-25, 25-21, 14-16 |
| 30 agosto 2016 Wunna Theikdi Sports Complex, Naypyidaw Durata: 1h:22 - Spettatori: 700 | Taiwan Power | 3 - 0 | Asia World | 25-21, 30-28, 25-21               |

##### Finale 7º posto
| 31 agosto 2016 Wunna Theikdi Sports Complex, Naypyidaw Durata: 1h:53 - Spettatori: 400 | Maseco TpHCM | 3 - 1 | Asia World | 25-22, 29-27, 17-25, 26-24 |

##### Finale 5º posto
| 31 agosto 2016 Wunna Theikdi Sports Complex, Naypyidaw Durata: 1h:47 - Spettatori: 500 | Altay | 3 - 1 | Taiwan Power | 25-22, 21-25, 25-21, 25-20 |

#### Finali 9º e 11º posto
|  | Semifinali       | Semifinali       | Semifinali       |                  |               | Finale 9º/10º posto  | Finale 9º/10º posto  | Finale 9º/10º posto  |  |
|  |                  |                  |                  |                  |               |                      |                      |                      |  |
|  | DFRL Phitsanulok | DFRL Phitsanulok | 1                |                  |               |                      |                      |                      |  |
|  | DFRL Phitsanulok | DFRL Phitsanulok | 1                |                  |               |                      |                      |                      |  |
|  | Gas Al-Janoob    | Gas Al-Janoob    | 3                |                  |               |                      |                      |                      |  |
|  | Gas Al-Janoob    | Gas Al-Janoob    | 3                |                  | Gas Al-Janoob | Gas Al-Janoob        | 2                    |                      |  |
|  |                  |                  |                  |                  | Gas Al-Janoob | Gas Al-Janoob        | 2                    |                      |  |
|  |                  |                  | Surabaya Samator | Surabaya Samator | 3             |                      |                      |                      |  |
|  | Surabaya Samator | Surabaya Samator | Surabaya Samator | Surabaya Samator | 3             | 3                    |                      |                      |  |
|  | Surabaya Samator | Surabaya Samator |                  |                  |               | 3                    |                      |                      |  |
|  | Al-Jazira        | Al-Jazira        | 0                |                  |               | Finale 11º/12º posto | Finale 11º/12º posto | Finale 11º/12º posto |  |
|  | Al-Jazira        | Al-Jazira        | 0                |                  |               |                      |                      |                      |  |
|  |                  |                  |                  |                  |               |                      |                      |                      |  |
|  |                  |                  |                  |                  |               | DFRL Phitsanulok     | DFRL Phitsanulok     | 3                    |  |
|  |                  |                  |                  |                  |               | DFRL Phitsanulok     | DFRL Phitsanulok     | 3                    |  |
|  |                  |                  |                  |                  |               | Al-Jazira            | Al-Jazira            | 0                    |  |

##### Semifinali
| 29 agosto 2016 Wunna Theikdi Sports Complex, Naypyidaw Durata: 1h:53 - Spettatori: 100 | DFRL Phitsanulok | 1 - 3 | Gas Al-Janoob | 26-24, 23-25, 27-29, 15-25 |
| 29 agosto 2016 Wunna Theikdi Sports Complex, Naypyidaw Durata: 0 - Spettatori: 0       | Surabaya Samator | 3 - 0 | Al-Jazira     | 25-0, 25-0, 25-0           |

##### Finale 11º posto
| 30 agosto 2016 Wunna Theikdi Sports Complex, Naypyidaw Durata: 0 - Spettatori: 0 | DFRL Phitsanulok | 3 - 0 | Al-Jazira | 25-0, 25-0, 25-0 |

##### Finale 9º posto
| 30 agosto 2016 Wunna Theikdi Sports Complex, Naypyidaw Durata: 1h:55 - Spettatori: 100 | Gas Al-Janoob | 2 - 3 | Surabaya Samator | 19-25, 20-25, 25-12, 25-18, 12-15 |

#### Finali 13º posto
|  | Semifinali  | Semifinali  | Semifinali |           |          | Finale 13º/14º posto | Finale 13º/14º posto | Finale 13º/14º posto |  |
|  |             |             |            |           |          |                      |                      |                      |  |
|  | Malaysia    | Malaysia    | -          |           |          |                      |                      |                      |  |
|  | Malaysia    | Malaysia    | -          |           |          |                      |                      |                      |  |
|  | -           | -           | -          |           |          |                      |                      |                      |  |
|  | -           | -           | -          |           | Malaysia | Malaysia             | 3                    |                      |  |
|  |             |             |            |           | Malaysia | Malaysia             | 3                    |                      |  |
|  |             |             | Hong Kong  | Hong Kong | 0        |                      |                      |                      |  |
|  | Nebitchi VC | Nebitchi VC | Hong Kong  | Hong Kong | 0        | 0                    |                      |                      |  |
|  | Nebitchi VC | Nebitchi VC |            |           |          | 0                    |                      |                      |  |
|  | Hong Kong   | Hong Kong   | 3          |           |          | Finale 15º posto     | Finale 15º posto     | Finale 15º posto     |  |
|  | Hong Kong   | Hong Kong   | 3          |           |          |                      |                      |                      |  |
|  |             |             |            |           |          |                      |                      |                      |  |
|  |             |             |            |           |          | Nebitchi VC          | Nebitchi VC          | -                    |  |
|  |             |             |            |           |          | Nebitchi VC          | Nebitchi VC          | -                    |  |
|  |             |             |            |           |          | -                    | -                    | -                    |  |

##### Semifinali
| 29 agosto 2016 Wunna Theikdi Sports Complex, Naypyidaw Durata: 0 - Spettatori: 0 | Nebitchi VC | 0 - 3 | Hong Kong | 0-25, 0-25, 0-25 |

##### Finale 13º posto
| 30 agosto 2016 Wunna Theikdi Sports Complex, Naypyidaw Durata: 1h:20 - Spettatori: 100 | Malaysia | 3 - 0 | Hong Kong | 25-18, 25-21, 25-18 |

## Classifica finale
| Pos | Squadre          | Qualificazione                    |
| --- | ---------------- | --------------------------------- |
|     | Sarmayeh Bank    | Campionato mondiale per club 2017 |
|     | Al-Arabi         |                                   |
|     | Toyoda Trefuerza |                                   |
| 4   | Shanghai         |                                   |
| 5   | Altay            |                                   |
| 6   | Taiwan Power     |                                   |
| 7   | Maseco TpHCM     |                                   |
| 8   | Asia World       |                                   |
| 9   | Surabaya Samator |                                   |
| 10  | Gas Al-Janoob    |                                   |
| 11  | DFRL Phitsanulok |                                   |
| 12  | Al-Jazira        |                                   |
| 13  | Malaysia         |                                   |
| 14  | Hong Kong        |                                   |
| 15  | Nebitchi VC      |                                   |

## Premi individuali
| Premio                | Nome             | Squadra          |
| --------------------- | ---------------- | ---------------- |
| MVP                   | Shahram Mahmoudi | Sarmayeh Bank    |
| Miglior palleggiatore | Mehdi Mahdavi    | Sarmayeh Bank    |
| Miglior opposto       | György Grozer    | Shanghai         |
| Miglior schiacciatore | Uroš Kovačević   | Al-Arabi         |
| Miglior schiacciatore | Milad Ebadipour  | Sarmayeh Bank    |
| Miglior centrale      | Leandro Vissotto | Al-Arabi         |
| Miglior centrale      | Mohammad Mousavi | Sarmayeh Bank    |
| Miglior libero        | Koichiro Koga    | Toyoda Trefuerza |